# Lycastopsis hummelincki
Lycastopsis hummelincki är en ringmaskart som beskrevs av Augener 1933. Lycastopsis hummelincki ingår i släktet Lycastopsis och familjen Nereididae. Inga underarter finns listade i Catalogue of Life.